# Говорово (гмина)
Говорово (пол. Goworowo) — сельская гмина (уезд) в Польше, входит как административная единица в Остроленкский повет, Мазовецкое воеводство. Население — 8767 человек (на 2004 год).

## Демография
| Перепись                       | Всего   | Всего | Женщины | Женщины | Мужчины | Мужчины |
| ------------------------------ | ------- | ----- | ------- | ------- | ------- | ------- |
| Единицы                        | человек | %     | человек | %       | человек | %       |
| Население                      | 8767    | 100   | 4253    | 48,5    | 4514    | 51,5    |
| Плотность населения (чел./км²) | 40      | 40    | 19,4    | 19,4    | 20,6    | 20,6    |

## Сельские округа
1. Бжезьно
2. Бжезьно-Колёня
3. Борки
4. Циск
5. Чарново
6. Черне
7. Даменты
8. Данилово
9. Дзбондзек
10. Герваты
11. Говорово
12. Говорувек
13. Гуры
14. Грабово
15. Гродзиск
16. Яворы-Подмасце
17. Старе-Яворы
18. Яворы-Велькополе
19. Емелисте
20. Юрги
21. Юзефово
22. Качка
23. Кобылин
24. Крушево
25. Кунин
26. Липянка
27. Людвиново
28. Михалово
29. Ногавки
30. Пасеки
31. Покшивница
32. Покшивница-Колёня
33. Поникев-Мала
34. Поникев-Дужа
35. Поникев-Мала-Колёня
36. Рембише-Дзялы
37. Рембише-Колёня
38. Рембише-Парцеле
39. Струнявы
40. Шарлат
41. Щавин
42. Вулька-Бжезиньска
43. Вулька-Куниньска
44. Заоже
45. Жабин

## Соседние гмины
1. Гмина Червин
2. Гмина Длугосёдло
3. Гмина Млынаже
4. Гмина Ружан
5. Гмина Жекунь
6. Гмина Жевне
7. Гмина Вонсево